# 磯村春子
磯村 春子（いそむら はるこ、1877年3月16日- 1918年1月31日）は、明治・大正期の新聞記者。NHK朝の連続テレビ小説『はね駒』（1986年前期作品）の主人公のモデルともなった。長男は、国際東アジア研究センター名誉所長や東洋大学学長などを務めた磯村英一（1903- 1997）。

## 来歴
1877年（明治10年）、小泉伊助とカツの長女として、福島県相馬郡中村町（現・相馬市）に生まれる。
宮城女学校（現・学校法人宮城学院）に入学。母校は1886年（明治19年）に創立されたばかりのキリスト教系の学校で、日本のキリスト教者の押川方義牧師等がアメリカ合衆国の改革派教会宣教師ウィリアム・E・ホーイと開いた。初代校長のエリザベス・R・プールボー宣教師 (Elizabeth R. Poorbaugh) が開学の年に就任して女子教育を始め、春子も英語を中心に学んで卒業、同校で教鞭をとった。ちなみに同校は評価を高めると1911年に認可を受け高等女学校となる。
実業家の磯村源透と結婚すると同時に上京。日本女子大学校（現・日本女子大学）や、女子英学塾（現・津田塾大学）に通ったともいわれる。
1905年（明治38年）、報知社（現・報知新聞社）に入社、堪能だった英語を活かして来日した外国人を取材することもあった。磯村本人も外国要人を英語で取材した場面を、著書『今の女』の付録「婦人記者の十年」などに入社した年にさかのぼって回想している。
磯村は子育てをしながら記者生活を送り1910年9月8日には、山田猪三郎の開発した初の国産飛行船（山田式1号飛行船）の浮揚実験に記者として同乗、日本の女性記者の航空取材のさきがけとなった。後に、やまと新聞に移籍。日本近代小説の英訳を志したとされるが、刊行されていない。
1918年（大正7年）、41歳で病のため死去。生涯で8人の子をもうけた。墓所は中野区高徳寺。
米艦隊の歓迎
1908年 (明治41年) 、アメリカ艦隊の来航に先立って親善の一行が来日し、外務省歴史資料センターに保管された「各国艦隊週航関係雑件米国ノ部一」（資料番号5-020）に各新聞の明治41年8月初旬から9月半ばの切抜きがある。9月9日付けの記事は磯村春子と思われる報知新聞の記者が書き、ほぼ1面をあてて横浜港に到着した直後の12名の艦長夫人たちと子ども4名のようすを報じている。
同年9月26日に来賓の艦長夫人や将校夫人ほかを接伴したときが取材記者・磯村春子の初舞台であり、親善の一行が日本橋の三越呉服店に招かれると着物姿で記念撮影をしたり日本食を味わったりする写真に写っていることから、おそらく来賓の接待役だったと推察される。歓待ぶりは翌9月27日の『東京日日新聞』ほか新聞各紙が掲載。東京日日新聞は名前と写真入りで「報知新聞記者兼一行の従者」と報じた。また雑誌『風俗画報』の「米艦隊歓迎特集号」もその姿を紹介した。この年、磯村は別の機会に同店を訪れた駐日大使の家族やアメリカの学生に取材し、小雑誌「みつこしタイムス」に外国人客のようすを載せた。

## 雑誌記事
- 磯村春子「ハート袋の編方」『少女の友』第1巻第3号、實業之日本社、1908年。
- 磯村春子「新案レース編方二種」『少女の友』第1巻第4号、實業之日本社、1908年。
- 磯村春子「新案夏シヨール編方」『少女の友』第1巻第5号、實業之日本社、1908年。
- 磯村春子「絹絲レース肩掛編方」『少女の友』第6号、實業之日本社、1908年。
- 磯村春子「面白き模樣編み方二種」『少女の友』第1巻第8号、實業之日本社、1908年。
- 磯村春子「片假名の編み方」『少女の友』第1巻第9号、實業之日本社、1908年。
- 磯村春子「あみもの假名の編み方」『少女の友』第1巻第10号、實業之日本社、1908年。
- 磯村春子「露大使令息令孃の三越觀 (上)」『みつこしタイムス』第6巻、三越呉服店、1908年、10-11頁。
- 磯村春子「露大使令息合孃の三越觀 (下)」『みつこしタイムス』第7巻、三越呉服店、1908年、14頁。
- 磯村春子「米國女學生と三越」『みつこしタイムス』第9巻、三越呉服店、1908年、12-13頁。
- 磯村春子「毛糸シャツの編み方」『少女の友』第2巻第2号、實業之日本社、1909年。
- 磯村春子「子供股引の編み方」『少女の友』第2巻、實業之日本社、1909年。
- 磯村春子「新案オベラバックの編み方」『少女の友』第4巻第5号、實業之日本社、1911年。
- 磯村春子「フード附ケープの編み方」『少女の友』第4巻第13号、實業之日本社、1911年。

## 著書
- 磯村春子『最新家庭のあみもの』實業之日本社、1912年。OCLC 835399627。
- 磯村春子『今の女』文明堂、1913年。 NCID BN0595075X。

磯村春子『今の女』文明堂、1970年。 1913年刊行分の復刻
磯村春子 著、磯村英一 編『今の女』雄山閣出版〈資料・明治女性誌〉、1984年。 NCID BN01457266。 文明堂 (1913年初版、1970年複製刊) の再複製